# Sven Bärtschi
Sven Bärtschi (Langenthal, 5 ottobre 1992) è un ex hockeista su ghiaccio svizzero che giocava come attaccante nella National Hockey League.

## Statistiche
Statistiche aggiornate a giugno 2012.

### Club
| Stagione  | Squadra              | Stagione regolare | Stagione regolare | Stagione regolare | Stagione regolare | Stagione regolare | Stagione regolare | Playoff | Playoff | Playoff | Playoff | Playoff |
| Stagione  | Squadra              | Lega              | P                 | G                 | A                 | Pt                | PIM               | P       | G       | A       | Pt      | PIM     |
| --------- | -------------------- | ----------------- | ----------------- | ----------------- | ----------------- | ----------------- | ----------------- | ------- | ------- | ------- | ------- | ------- |
| 2006-2007 | Langenthal U17       | Top Novizen       | 13                | 15                | 23                | 38                | 16                |         |         |         |         |         |
| 2007-2008 | Langenthal U20       | Elite Jr. A       | 18                | 3                 | 3                 | 6                 | 4                 | -       | -       | -       | -       | -       |
|           |                      | Playout           | 7                 | 1                 | 2                 | 3                 | 4                 | -       | -       | -       | -       | -       |
|           | Langenthal U17       | Top Novizen       | 17                | 16                | 22                | 38                | 22                |         |         |         |         |         |
| 2008-2009 | Langenthal           | NLB               | 2                 | 0                 | 0                 | 0                 | 0                 |         |         |         |         |         |
|           | Langenthal U20       | Elite Jr. A       | 37                | 21                | 32                | 53                | 40                | -       | -       | -       | -       | -       |
|           |                      | Playout           | 6                 | 4                 | 3                 | 7                 | 35                | -       | -       | -       | -       | -       |
|           | Langenthal U17       | Top Novizen       | 3                 | 4                 | 4                 | 8                 | 0                 |         |         |         |         |         |
| 2009-2010 | Langenthal           | NLB               | 37                | 6                 | 6                 | 12                | 8                 | 7       | 0       | 3       | 3       | 4       |
|           | Langenthal U20       | Elite Jr. B       | 2                 | 3                 | 0                 | 3                 | 2                 |         |         |         |         |         |
|           | Zug U20              | Elite Jr. A       | 9                 | 10                | 13                | 23                | 4                 | 2       | 3       | 1       | 4       | 2       |
| 2010-2011 | Portland Winterhawks | WHL               | 66                | 34                | 51                | 85                | 74                | 20      | 10      | 16      | 26      | 16      |
| 2011-2012 | Portland Winterhawks | WHL               | 47                | 33                | 61                | 94                | 36                | 22      | 14      | 20      | 34      | 10      |
|           | Calgary              | NHL               | 5                 | 3                 | 0                 | 3                 | 4                 |         |         |         |         |         |

### Nazionale
| Stagione  | Livello               | Risultati        | Risultati | Risultati | Risultati | Risultati | Risultati |
| Stagione  | Livello               | Competizione     | P         | G         | A         | Pt        | PIM       |
| --------- | --------------------- | ---------------- | --------- | --------- | --------- | --------- | --------- |
| 2008-2009 | Switzerland U18       | WJC-18           | 6         | 1         | 2         | 3         | 2         |
|           | Switzerland U17 (all) | International-Jr | 3         | 0         | 0         | 0         | 0         |
| 2009-2010 | Switzerland U18       | WJC-18           | 6         | 1         | 2         | 3         | 2         |
|           | Switzerland U18 (all) | International-Jr | 9         | 4         | 4         | 8         | 4         |
| 2010-2011 | Switzerland U20       | WJC-20           | 6         | 1         | 1         | 2         | 4         |
|           | Switzerland U20 (all) | International-Jr | 13        | 3         | 5         | 8         | 6         |
| 2011-2012 | Switzerland U20       | WJC-20           | -         | -         | -         | -         | -         |
|           | Switzerland U20 (all) | International-Jr | 3         | 2         | 0         | 2         | 52        |

## Palmarès

### Individuale
- Campionato del mondo U-18:

2010: Top 3 Player on Team
- Western Hockey League:

2011: Most Assists by Rookie (51)
2011: Most Goals by Rookie (34)
2011: Most Points by Rookie (85)